# Bernardo Zuzzeri
Bernardo Zuzzeri fue un jesuita nacido en la República de Ragusa, actual Dubrovnik en 1683 y fallecido en 1762.

## Biografía
Bernardo nació de una familia patricia originaria de Venecia aliada a la familia Banduri, erudito en numismática y a la de Stay, buen poeta latino. 
Habiendo abrazado la regla de San Ignacio en la ciudad de Roma en el año 1697, se distinguió por la rapidez de sus progresos en las ciencias y principalmente en la teología.
Terminados sus estudios sostuvo tesis públicas de una manera tan brillante que fue designado para enseñar la teología en el Colegio Romano; pero debido a sus repetidos requerimientos le permitieron sus Superiores ir a Croacia para dedicarse a la predicación del Evangelio.
En el largo ejercicio de su piadoso ministerio publicó muchos opúsculos en lengua ilírica, pero sin poner su nombre en ellos.
Posteriormente, llamado a regresar a Roma, llevó en esta ciudad las funciones de adjunto al maestro de novicios, y por último se retiró al Colegio Romano.

## Obra
- Opúsculos citados
- Ejercicio devoto en honor de San Blas, obispo y mártir, que publicó el P. Nicolai en las "Memorias de San Biaggio", Roma, 1752.
- Dejó manuscrita una Historia de las misiones de Croacia, en latín
- Cerca de 500 sermones en lengua ilírica.

## Juan Lucas Zuzzeri
De la misma familia que Bernardo encontramos a Juan Lucas Zuzzeri (1716-1746), jesuita, numismático y arqueólogo nacido en Ragusa, con profundos conocimientos de la lengua griega y una muy notable erudición en los diversos ramos de la arqueología.
El descubrimiento de algunos preciosos restos en las ruinas de Tusculum le dio ocasión para escribir una bella disertación "D'una antica villa scoperta sul dosso del Tusculo...":
- Prueba el autor en la primera disertación que la casa descubierta en Tusculum es de Marco Tulio Cicerón
- La segunda es un tratado completo de los relojes de los antiguos y de los diferentes medios de que hacían uso para medir el tiempo.
- Otra obra, la siguiente:
  - "Sopla una medaglia di Attalo Filadelfo e sopra una parimente d'Annia Faustina..." Venecia, 1747 en 4º:
    - La disertación sobre la medalla de Faustina fue publicada en francés en las " Memorias de Trevoux", siendo su editor Jerónimo Lombardi según Charles Weiss.
    - La medalla que habla la disertación de Faustina es verdadera y perteneció a la colección del abate Rothelin, posteriormente la Biblioteca Nacional de Madrid y más tarde el Museo Arqueológico Nacional de España.

Tuvo un hermano Benedito Zuzzeri, jesuita también, que fue arzobispo de Sardica y gran latinista, dejando escritos algunos dramas latinos y muchas cartas familiares.